# Smaragdina salicina
Smaragdina salicina је врста тврдокрилца из породице буба листара (Chrysomelidae).

## Опис
Одрасли инсексти су дуги 4,5–6,5 mm. Глава и покрилца су тегет, пронотум је црвенкаст а ноге жућкасте.

## Распрострањење
Живи у целој Европи и на Блиском Истоку. Бележена је у целој Србији сем југозапада.

## Биологија
Углавном се храни врбом (Salix spp.) и глогом (Crataegus spp.), ређе на лишћу трњине (Prunus spinosa), детелине (Trifolium spp.) итд.